# 朴藝珍
朴藝珍（韓語：박예진，1981年4月1日—），韓國女演員。

## 演艺经历
在1999年的電影的《女高怪談2》中首次亮相，憑這部電影拿下百想藝術大賞新人獎。2006年於KBS1歷史長劇《大祚榮》中首次擔任女主角，晉身一線女星行列。2009年出演MBC《善德女王》飾演天明公主一角大獲好評，演技再次獲得觀眾肯定。

## 个人生活
朴艺珍与演员朴喜洵于2011年承认恋人关系，2015年登记结婚。

## 演出作品

### 電視劇
- 2001年：MBC《醫家四姐妹》飾演
- 2001年：SBS《男與女》
- 2002年：SBS《Let's Go》
- 2002年：MBC《自從遇見你》飾演 趙惠媛
- 2002年：KBS《張禧嬪》飾演 淑嬪崔氏
- 2004年：SBS《峇里島的日子》飾演 崔英珠
- 2004年：SBS《小婦人（朝鲜语：작은 아씨들 (2004년 드라마)）》飾演 鄭惠得
- 2004年：SBS《當男人戀愛時》飾演 朴貞雨
- 2005年：MBC《還生-NEXT》飾演 李秀賢／崔蓮花／紫雲英／李彩雲／金佳人
- 2006年：KBS《感謝人生》
- 2006年：KBS《大祚榮》飾演 草潾
- 2007年：tvN《偉大的蓋茨比》飾演 裴恩秀
- 2008年：OCN《女師傅一體》飾演 沈尚君
- 2009年：KBS《即使恨也要再愛一次》飾演 崔允熙
- 2009年：MBC《善德女王》飾演 天明公主
- 2011年：MBC《我的公主》飾演 吳允珠
- 2012年：tvN《我愛李太利》飾演 李太利
- 2014年：MBC《Mr.Back》飾演 洪智允
- 2015年：JTBC《LAST》飾演 徐美珠
- 2019年：JTBC《我的國家》飾演 神德王后
- 2020年：KBS《靈魂維修工》飾演 池英媛

### 電影
- 1999年：《女高怪談2》
- 2000年：《狂詩曲》
- 2002年：《Dig Or Die》
- 2005年：《夢精記2》
- 2006年：《Life Is Cool》
- 2009年：《清潭菩薩》飾 泰泰琅
- 2011年：《Head》
- 2011年：《Mr.idol》飾 吳歐珠
- 2013年：《止殺令》飾 忽蘭

### 電視電影
- 《May，June》MBC Best Theater

### MV
- 2004年：K《走》（與崔江熙）
- 2006年：健宇＆Monday Kiz《冷戰》
- 2006年：Rain《Because Of You》
- 2008年：MC夢《我將瘋了》
- 2008年：鄭燁《You are my lady》
- 2010年：金鐘國《不要對我好》
- 2012年：尹鍾信《Merry Christmas Only You》

## 綜藝節目
- 2008年：SBS 非洲志願活動8集節目《Wild Heart in Africa》
- 2008年：SBS《家族誕生》

## 奖项
- 1999年：第36屆百想藝術大賞－電影部門 女子人氣獎（女高怪談2）
- 1999年：韓國電影評論家協會獎－女子新人獎
- 2008年：SBS演藝大賞－最佳網路人氣獎

## 外部連結
- 朴藝珍在NAVER上的资料
- 朴藝珍在韩国电影数据库（KMDb）上的資料（韓語）
- 朴藝珍在互联网电影资料库（IMDb）上的資料（英文）